# Nasir al-Atijja

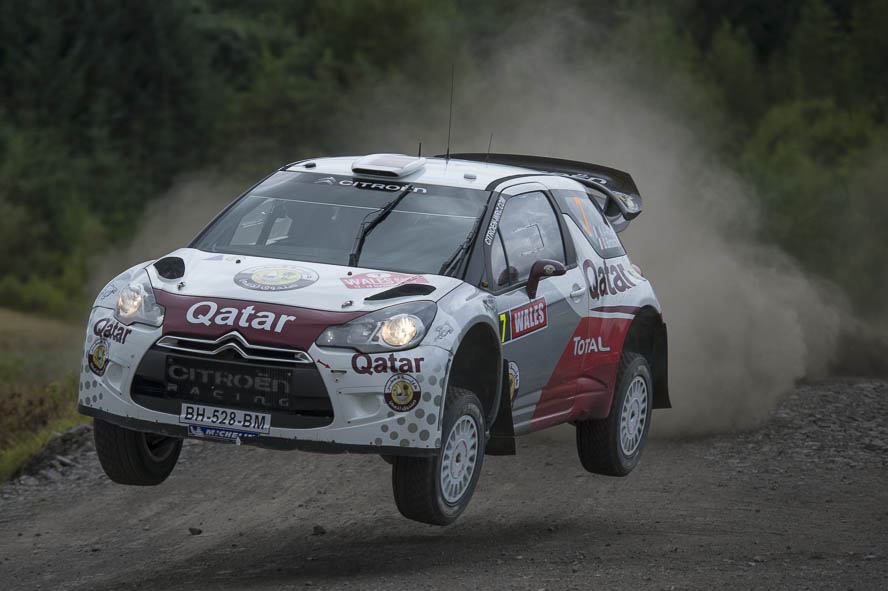
Nasir Salih al-Atijja podczas Rajdu Wielkiej Brytanii 2012

Nasir Salih al-Atijja, Nasser Saleh Al-Attiyah (arab. ‏ناصر بن صالح العطية‎; ur. 21 grudnia 1970 r. w Dosze) – katarski kierowca rajdowy w rajdach płaskich oraz terenowych. Zwycięzca Rajdu Dakar 2011 w klasyfikacji samochodów oraz brązowy medalista igrzysk olimpijskich w Londynie w konkurencji skeet (strzelania do rzutków).
Karierę rajdowca rozpoczął w 1989 roku. Pierwszymi sukcesami były rajdowe mistrzostwa kraju (1990 i 1992-1995). W kolejnych latach zaczął coraz częściej pojawiać się na międzynarodowej arenie. Pięciokrotnie zdobywał mistrzostwo bliskiego wschodu w rajdach samochodowych (2003 i 2005-2008), a w 2006 roku zdobył mistrzostwo świata w klasie samochodów produkcyjnych w Rajdowych Mistrzostwach Świata.
Startuje też w rajdach terenowych. W 2008 roku zdobył Puchar Świata FIA w rajdach terenowych. Jest regularnym uczestnikiem Rajdu Dakaru. Najlepszy wynik uzyskał w 2011 roku, kiedy to zwyciężył.
Podczas igrzysk olimpijskich w 2004 roku był o krok od zdobycia brązowego medalu w skeecie olimpijskim, jednak przegrał dodatkową rundę z Kubańczykiem Juanem Miguelem Rodríguezem i zajął 4. miejsce. Udało mu się jednak odnieść olimpijski sukces 8 lat później – podczas igrzysk w Londynie zawodnik zdobył brązowy medal w skeecie.

## Starty w Rajdzie Dakar
| Rok  | Kategoria | Pojazd             | Wynik | Uwagi                                   |
| ---- | --------- | ------------------ | ----- | --------------------------------------- |
| 2004 | samochody | Mitsubishi V60     | 10    |                                         |
| 2005 | samochody | BMW X5 CC          | NU    | odpadł na 9. etapie                     |
| 2006 | samochody | BMW X3 CC          | NU    | odpadł na 8. etapie                     |
| 2007 | samochody | BMW X3 CC          | 6     | wygrał 1 etap                           |
| 2009 | samochody | BMW X3 CC          | NU    | wygrał 2 etapy, wykluczony na 6. etapie |
| 2010 | samochody | Volkswagen Touareg | 2     | wygrał 4 etapy                          |
| 2011 | samochody | Volkswagen Touareg | 1     | wygrał 4 etapy                          |
| 2012 | samochody | Hummer H3          | NU    | odpadł na 9. etapie                     |
| 2013 | samochody | Demon Jefferies    | NU    | wygrał 3 etapy                          |
| 2014 | samochody | Mini All4 Racing   | 3     |                                         |
| 2015 | samochody | Mini All4 Racing   | 1     | wygrał 5 etapów                         |
| 2016 | samochody | Mini All4 Racing   | 2     |                                         |

## Starty w rajdach WRC
| Sezon | Zespół                 | Samochód                            | 1        | 2        | 3          | 4         | 5          | 6         | 7             | 8         | 9         | 10        | 11            | 12              | 13              | 14        | 15        | 16              | Punkty | Miejsce |
| ----- | ---------------------- | ----------------------------------- | -------- | -------- | ---------- | --------- | ---------- | --------- | ------------- | --------- | --------- | --------- | ------------- | --------------- | --------------- | --------- | --------- | --------------- | ------ | ------- |
| 2004  | Nasser Al-Attiyah      | Subaru Impreza WRX STi              | Monako   | 32       | NU         | 20        | Cypr       | Grecja    | Turcja        | 14        | Finlandia | Niemcy    | Japonia       | Wielka Brytania | Włochy          | 22        | Hiszpania | 13              | 0      | -       |
| 2005  | Nasser Al-Attiyah      | Subaru Impreza WRX STi              | Monako   | Szwecja  | Meksyk     | 16        | Włochy     | 18        | 16            | Grecja    | 17        | Finlandia | Niemcy        | 21              | Japonia         | Francja   | Hiszpania | 13              | 0      | -       |
| 2006  | QMMF                   | Subaru Impreza WRX                  | 30       | Szwecja  | 10         | Hiszpania | Francja    | 15        | Włochy        | 17        | Niemcy    | Finlandia | Japonia       | 19              | Turcja          | Australia | 26        | Wielka Brytania | 0      | -       |
| 2007  | QMMF                   | Subaru Impreza WRX                  | Monako   | 27       | Norwegia   | NU        | Portugalia | NU        | Włochy        | 19        | Finlandia | Niemcy    | Nowa Zelandia | Hiszpania       | Francja         | Japonia   | 17        | Wielka Brytania | 0      | -       |
| 2008  | QMMF                   | Subaru Impreza WRX STi              | Monako   | 40       | Meksyk     | NU        | Jordania   | Włochy    | NU            | 23        | Finlandia | Niemcy    | Nowa Zelandia | Hiszpania       | Francja         | Japonia   | NU        |                 | 0      | -       |
| 2009  | Barwa Rally Team       | Subaru Impreza WRX STi N14          | Irlandia | Norwegia | 11         | 16        | 8          | Włochy    | 9             | DK        | Finlandia | Australia | Hiszpania     | NU              |                 |           |           |                 | 1      | 19.     |
| 2010  | Barwa Rally Team       | Ford Fiesta S2000 Škoda Fabia S2000 | Szwecja  | NU       | 18         | Turcja    | 13         | 25        | Bułgaria      | 29        | Niemcy    | Japonia   | Francja       | Hiszpania       | Wielka Brytania |           |           |                 | 0      | -       |
| 2011  | Barwa Rally Team       | Ford Fiesta S2000                   | Szwecja  | DK       | Portugalia | NU        | 11         | Argentyna | 16            | Finlandia | 16        | Australia | NU            | 11              | Wielka Brytania |           |           |                 | 0      | -       |
| 2012  | Qatar World Rally Team | Citroën DS3 WRC                     | Monako   | 21       | 6          | 4         | 9          | NU        | Nowa Zelandia | Finlandia | 8         | 10        | NU            | Włochy          | Hiszpania       |           |           |                 | 28     | 12.     |
| 2013  | Qatar World Rally Team | Ford Fiesta RS WRC                  | Monako   | Szwecja  | 5          | 5         | Argentyna  | 5         | Włochy        | Finlandia | 13        | Australia | Francja       | NU              | Wielka Brytania |           |           |                 | 30     | 11.     |

## Igrzyska olimpijskie
| Igrzyska | Miejscowość    | Konkurencja | Kwalifikacje | Kwalifikacje | Finał | Finał   |
| Igrzyska | Miejscowość    | Konkurencja | Wynik        | Pozycja      | Wynik | Pozycja |
| -------- | -------------- | ----------- | ------------ | ------------ | ----- | ------- |
| IO 1996  | Atlanta        | Skeet       | 120          | 15.          | NQ    | NQ      |
| IO 2000  | Sydney         | Skeet       | 122          | 6. Q         | 145   | 6.      |
| IO 2004  | Ateny          | Skeet       | 122          | 5. Q         | 147   | 4.      |
| IO 2008  | Pekin          | Skeet       | 117          | 15.          | NQ    | NQ      |
| IO 2012  | Londyn         | Skeet       | 121          | 4. Q         | 144   | brąz    |
| IO 2016  | Rio de Janeiro | Skeet       | 111          | 31.          | NQ    | NQ      |